# 岩屋岩蔭遺跡

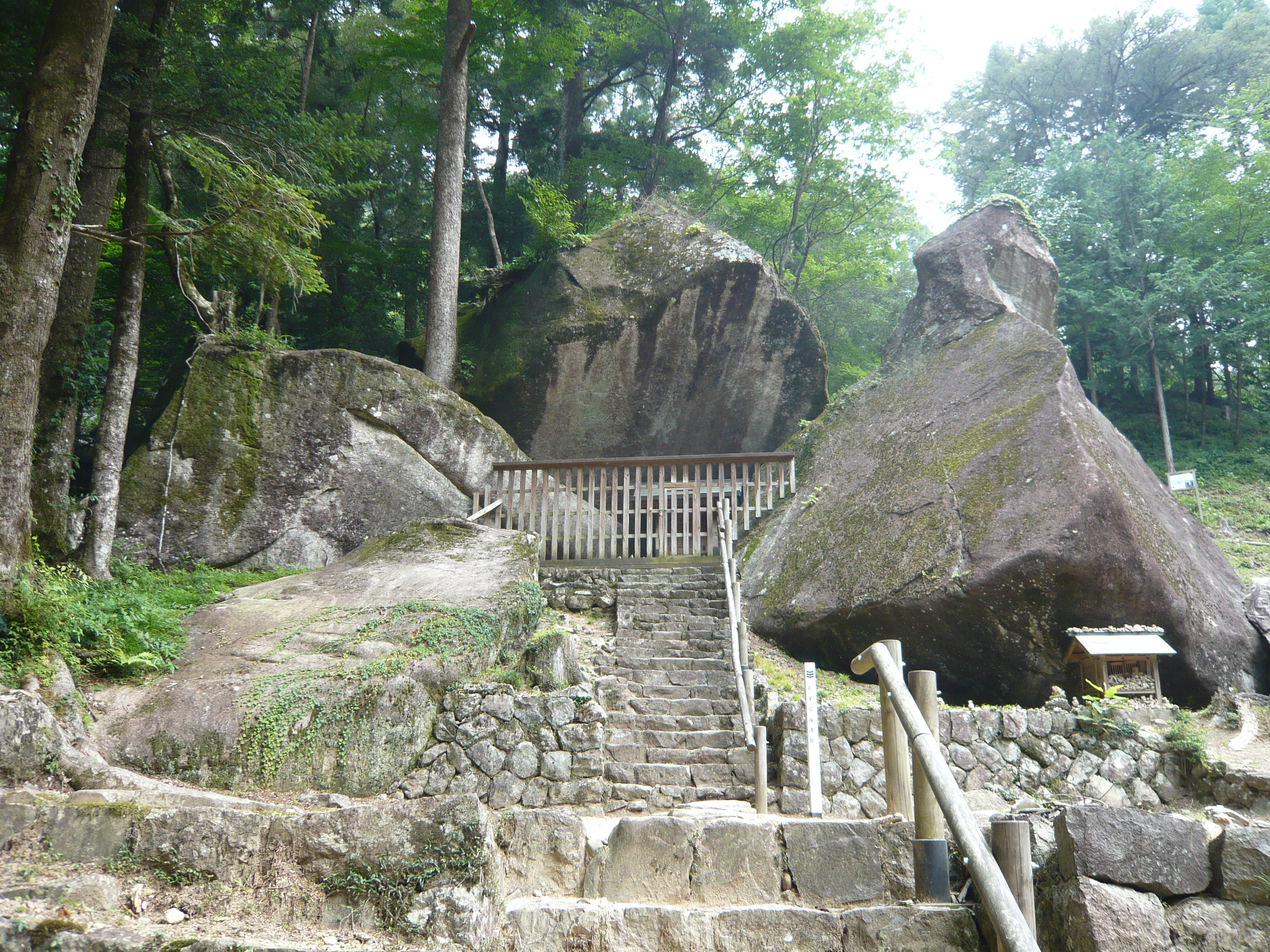
岩屋岩蔭遺跡（妙見神社）

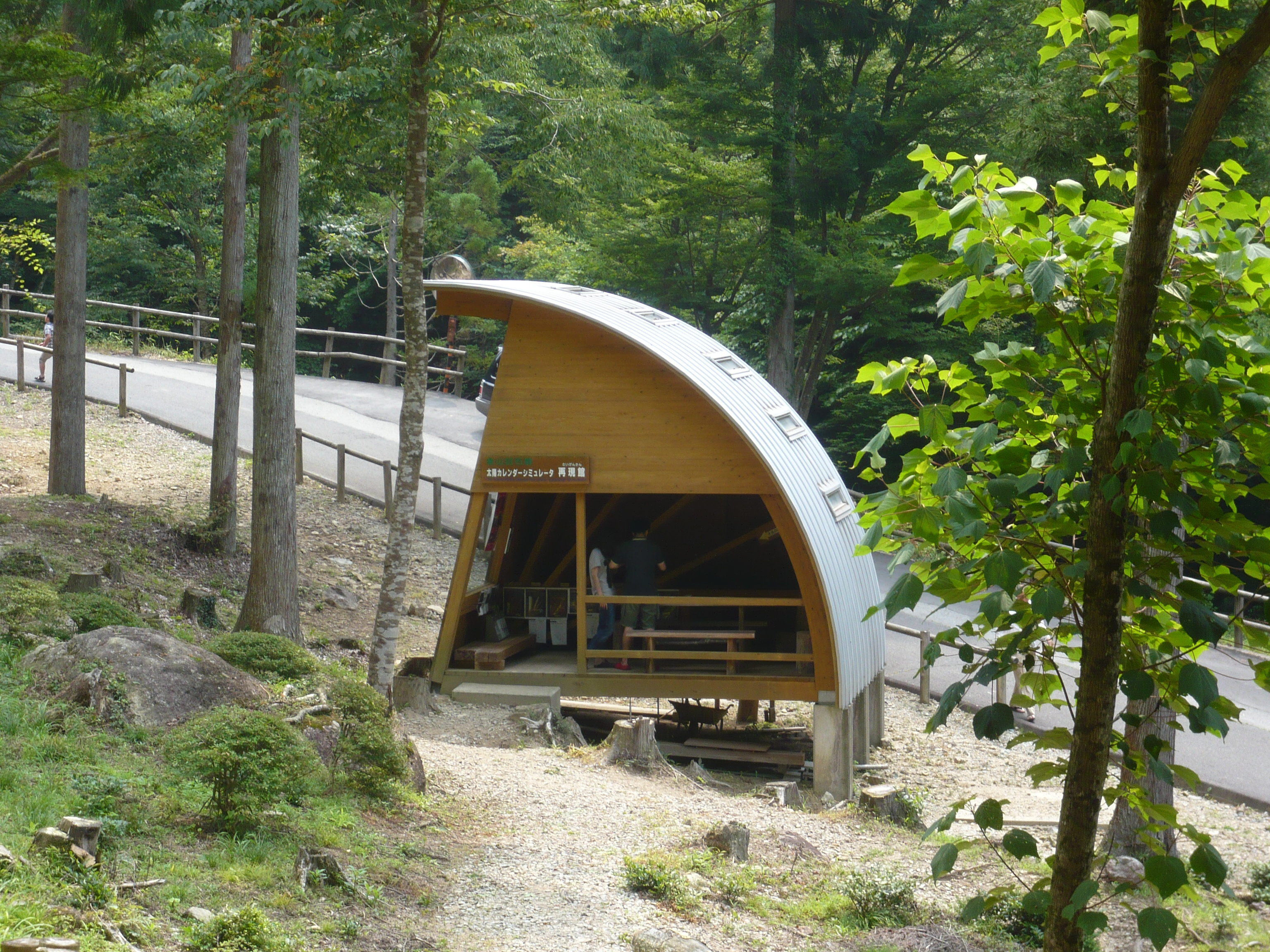
太陽カレンダーシミュレータ再現館

岩屋岩蔭遺跡(いわやいわかげいせき)は、岐阜県下呂市金山町岩瀬にある巨石で構成される遺跡。独立行政法人水資源機構岩屋ダム下流の岐阜県道86号金山明宝線沿いに位置する。

## 概要
1969年(昭和44年)金山町指定史跡、1973年(昭和48年)岐阜県指定史跡に指定される。
発掘調査によって縄文時代早期から江戸時代の遺物が出土している。また1997年(平成9年)以降、在野の研究者により岩屋岩蔭遺跡及びその周辺の巨石が天体の観測に使用された可能性が指摘されているが、考古学的に実証されたものではない。市民団体が線刻と主張する痕跡も、マグマが固結する際に形成された柱状節理によるものとみるべきである。との意見もあるが、市民団体が線刻と主張する痕跡は、マグマの冷却で生成する柱状節理とは全く別物である。
古地磁気学的手法により、巨石群が「移動または回転を伴って現位置に定置した」と判定されたことを人工説の傍証とする意見もあるが、高知県足摺岬の巨石群に関して同様の状況が地震などの自然現象によって形成された可能性も指摘されている。
太陽の観測に使用された可能性について岩屋岩蔭遺跡では、太陽の年周運動によって太陽黄経が210°(霜降)、及び黄経330°(雨水)の日の昼過ぎに、巨石の隙間から射し込んだ太陽光が洞窟状遺跡内部の石面に当たる。また、同じ隙間から射し込む光は、雨水の9日後、及び霜降の9日前の午前に、測定石と呼ぶ石面に当たる。測定石に当たる光の位置で、4年ごとの閏年が判読できると市民団体は主張する。  この時の太陽の地平高度は36度52分。射し込む光の斜距離は7.0ｍ、三角形の垂直・水平・斜辺の比は3：4：5である。  なお、岩屋岩蔭遺跡巨石群を含む周辺の金山巨石群では、巨石の隙間や巨石面の角度などから春分・夏至・秋分・冬至の二至二分を含む12の中気を太陽の赤緯から測定することができると市民団体は主張する。 
2003年(平成15年)には旧金山町により太陽の軌跡を観測できる太陽カレンダーシミュレータ再現館が建設された。
また近隣には線刻石のある巨石群、東の山巨石群と呼ばれる巨石群もある。

## アクセス
- JR高山本線飛騨金山駅から車、タクシーで岐阜県道86号金山明宝線を通り約30分。
- 岐阜・美濃加茂方面からは国道41号または、岐阜県道58号関金山線を通り下呂市金山町金山の国道41号下妙見交差点より岐阜県道86号に入る。下妙見交差点からは車で約30分。
- 高山・下呂方面からは、国道41号を南下し下呂市保井戸で濃飛横断自動車道下呂ICに入り金山IC出口から車で約5分。